# Kazuya Oizumi
Kazuya Oizumi (født 19. juni 1991) er en japansk fodboldspiller, som spiller for den japanske fodboldklub YSCC Yokohama.